# Haytham Mrabet
Haytham Mrabet (ur. 15 października 1980 w Safakisie) – piłkarz tunezyjski grający na pozycji pomocnika.

## Kariera klubowa
Mrabet pochodzi z miasta Safakis i tam też rozpoczął karierę piłkarską w klubie Club Sportif Sfaxien. W 2001 roku zadebiutował w jego barwach w rozgrywkach pierwszej lidze tunezyjskiej. Swój pierwszy sukces w karierze osiągnął w 2003 roku, gdy zdobył Puchar Ligi Tunezyjskiej. W 2004 roku wygrał Arabską Ligę Mistrzów oraz Puchar Tunezji. W 2005 roku został po raz pierwszy mistrzem Tunezji. W 2006 roku awansował ze Sfaxien do finału Ligi Mistrzów (1:1, 0:1 z Al-Ahly Kair). W 2007 i 2008 roku dwukrotnie z rzędu wygrał ze Sfaxien Afrykański Puchar Konfederacji. Natomiast w 2009 roku wywalczył pierwszy w karierze Puchar Tunezji. W 2010 roku został wypożyczony do sudańskiego Al-Merreikh Omdurman, a w 2011 roku przeszedł do Étoile Sportive du Sahel.

## Kariera reprezentacyjna
W reprezentacji Tunezji Mrabet zadebiutował w 2004 roku. W 2010 roku został powołany do kadry na Puchar Narodów Afryki 2010. Był tam rezerwowym i rozegrał jedno spotkanie, z Kamerunem (2:2).